# John Boyd-Carpenter, Baron Boyd-Carpenter
John Archibald Boyd-Carpenter, Baron Boyd-Carpenter (* 2. Juni 1908; † 11. Juli 1998) war ein britischer Politiker der Conservative Party.

## Leben
Boyd-Carpenter war Sohn des Unterhausabgeordneten Archibald Boyd-Carpenter (1873–1937), der zeitweise unter anderem ebenfalls Paymaster General war, und Enkel von William Boyd Carpenter, einem Geistlichen der Church of England und langjährigen Bischof der Diözese Ripon.
Nach dem Besuch der Stowe School studierte er Geschichte am Balliol College der University of Oxford, an der er 1930 Präsident der Oxford Union war, und erwarb 1931 einen Bachelor of Arts (B.A. History) sowie ein Diplom in Wirtschaftswissenschaften. Im Anschluss studierte mit einem Stipendium Rechtswissenschaft an der Anwaltskammer von Middle Temple und war nach der anwaltlichen Zulassung 1933 als Barrister tätig.
Boyd-Carpenter leistete während des Zweiten Weltkrieges Militärdienst als Offizier der Scots Guards der British Army und wurde zuletzt zum Major befördert.
Als Kandidat der Conservative Party wurde er bei den Unterhauswahlen vom 5. Juli 1945 erstmals als Abgeordneter in das House of Commons gewählt und vertrat in diesem bis zu seinem Mandatsverzicht und seine Ablösung durch Norman Lamont am 31. März 1972 den Wahlkreis Kingston upon Thames.
Nach dem Wahlsieg der Konservativen bei den Unterhauswahlen vom 25. Oktober 1951 wurde er zunächst Finanzsekretär im Schatzamt (Financial Secretary to the Treasury), ehe er 1954 bei einer Kabinettsumbildung von Premierminister Winston Churchill zum Minister für Transport und Zivilluftfahrt ernannt wurde.
Anschließend wurde er von Churchills Nachfolger Anthony Eden 1955 zum Minister für Pensionen und die Nationale Versicherung ernannt und behielt dieses Amt auch unter Harold Macmillan, Edens Nachfolger als Premierminister, bis 1962. Zuletzt war Boyd-Carpenter während der Amtszeiten von MacMillan und Alec Douglas-Home zwischen 1962 und 1964 Generalzahlmeister (Paymaster General) sowie zugleich Chefsekretär des Schatzamtes (Chief Secretary to the Treasury).
Nach seinem Ausscheiden aus dem Unterhaus wurde er als Baron Boyd-Carpenter, of Crux Easton in the County of Southampton, zum Life Peer erhoben und war dadurch bis zu seinem Tod Mitglied des House of Lords. Zugleich wurde er erster Vorsitzender der Civil Aviation Authority (CAA).

## Veröffentlichungen
- About bureaucracy: some facts and ideas for discussion groups, London 1949
- The Conservative case, London 1950
- Way of life: the memoirs of John Boyd-Carpenter, Autobiografie, London 1980, ISBN 0-283-98630-1